# تپه منگالی
تپه منگالی مربوط به دوران‌های تاریخی پس از اسلام است و در شهرستان آق قلا، ۴ کیلومتری شمال شرق دوراهی مزرعه اینچه برون واقع شده و این اثر در تاریخ ۲۲ تیر ۱۳۷۹ با شمارهٔ ثبت ۲۷۱۸ به‌عنوان یکی از آثار ملی ایران به ثبت رسیده است.